# Luka Vončina
Luka Vončina (Lubiana, 27 dicembre 1991) è un cestista sloveno.

## Palmarès
- Campionato sloveno: 2

Helios Domžale: 2015-16
Primorska: 2018-19
- Coppa di Slovenia: 2

Primorska: 2019, 2020
- Supercoppa slovena: 1

Primorska: 2019
- Alpe Adria Cup: 1

Helios Domžale: 2015-16